# 1866 en arts plastiques
| Années des arts plastiques : 1863 - 1864 - 1865 - 1866 - 1867 - 1868 - 1869    |
| Décennies des arts plastiques : 1830 - 1840 - 1850 - 1860 - 1870 - 1880 - 1890 |

Cette page concerne l'année 1866 en arts plastiques.

## Événements

### Arts
- 8 août - 21 octobre : Salon de Bruxelles de 1866[1].

## Œuvres

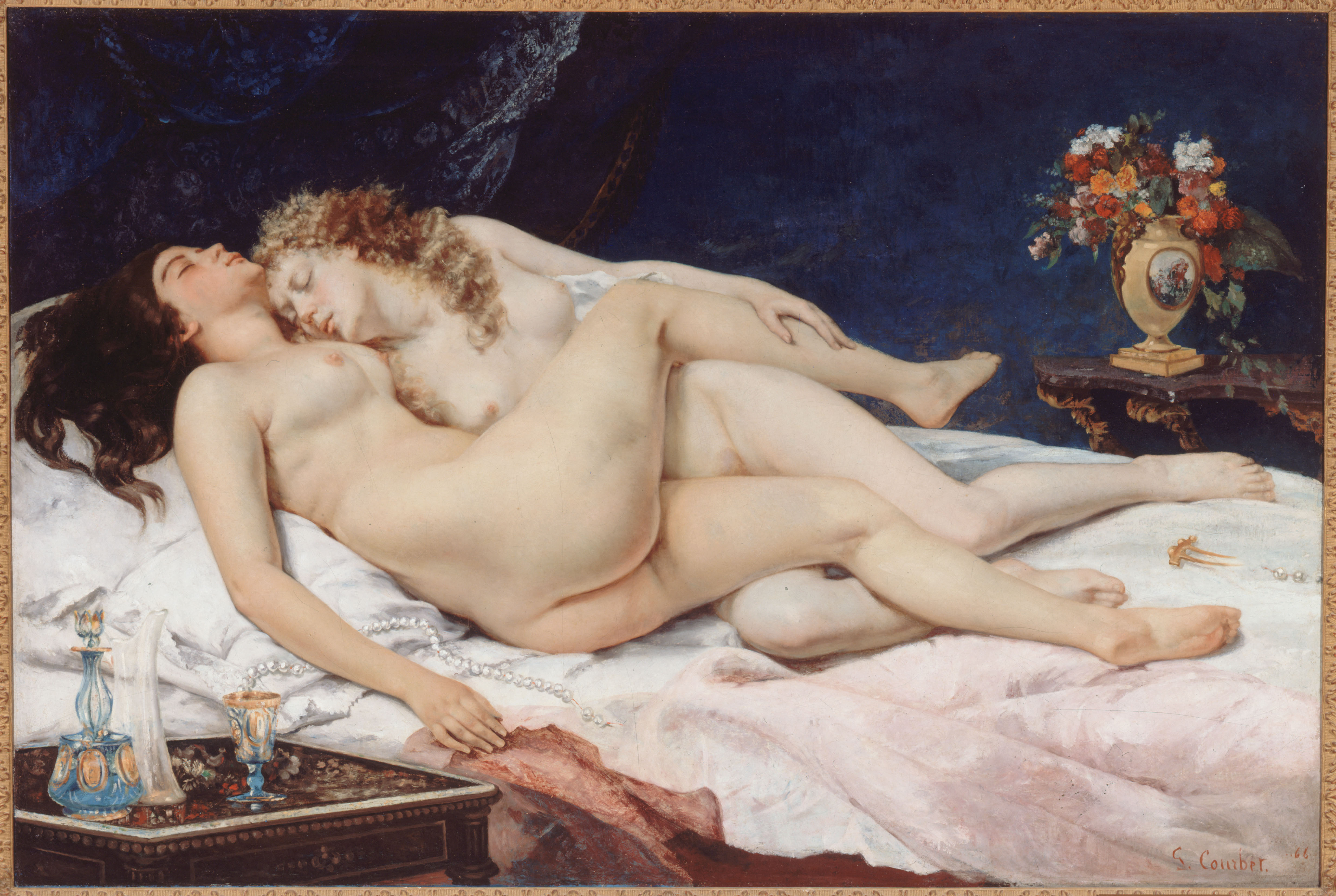
Le Sommeil (détail), de Gustave Courbet.

- Orage dans les montagnes Rocheuses, huile sur toile d'Albert Bierstadt.
- Le Sommeil, huile sur toile de Gustave Courbet.
- Le Fifre, huile sur toile d'Édouard Manet.
- La Femme à la robe verte, huile sur toile de Claude Monet.
- Vénus sortant de l'onde, huile sur toile de Gustave Moreau.
- La Fiancée hésitante, huile sur toile d'Auguste Toulmouche.

## Naissances
- 5 janvier : Daniel Duchemin, peintre français († 12 février 1930),
- 7 janvier : Jeanne Contal, peintre miniaturiste française († 28 avril 1941),
- 10 janvier : José Mange, peintre et poète français († 7 janvier 1935),
- 19 janvier : Marc Mouclier, peintre, décorateur, illustrateur et graveur français († 22 février 1947),
- 26 janvier : Charles Léon Godeby, peintre français († 1952),
- 27 janvier : Pierre Berriat, peintre français († 19 septembre 1923),
- 2 février : Enrique Simonet, peintre espagnol († 20 avril 1927),
- 5 février : Eugène Decisy, peintre et graveur français († 3 juillet 1936),
- 12 février : Louis Ridel, peintre, sculpteur, décorateur et médailleur français († 10 novembre 1937),
- 27 février : Jules Benoit-Lévy, peintre français († 14 mars 1952),
- 25 mars : Eugène Alluaud, peintre et céramiste français († 27 juillet 1947),
- 3 avril : Albert Clouard, peintre et poète français († 29 février 1952),
- 8 avril : Fritz Mackensen, peintre allemand († 12 mai 1953),
- 16 avril : Henri Gustave Jossot, dessinateur, caricaturiste, peintre, affichiste et écrivain libertaire français († 7 avril 1951),
- 10 mai : Léon Bakst, peintre russe († 27 décembre 1924),
- 16 avril : Honoré Broutelle, médecin, graveur, peintre et poète français († 19 janvier 1929),
- 24 avril : Léon Leclerc, peintre français († 17 avril 1930),
- 29 avril : Georges-Jean Lemare, peintre orientaliste français († 27 mars 1942),
- 16 mai : Georges Capgras, peintre français († 5 août 1947),
- 24 mai : Félix Albert Anthyme Aubert, peintre français († 10 janvier 1940),
- 27 mai : Paul Steck, peintre, compositeur, librettiste et fonctionnaire français († 8 juillet 1924),
- 30 mai : Émile Méret, peintre français († 27 décembre 1939),
- 3 juin : Alfred Renaudin, peintre français († 7 novembre 1944),
- 5 juin : Étienne Buffet, peintre français († 3 décembre 1948),
- 9 juin : Johannes Martini, peintre et illustrateur allemand († 7 février 1935),
- 10 juin : Marie Bedot-Diodati, peintre et bijoutière suisse († 20 août 1958),
- 14 juin : Georges-Henri Ballot, peintre français († 26 janvier 1942),
- 16 juin : Joaquín Clausell, peintre mexicain († 28 novembre 1935),
- 17 juin : Otto Haberer, peintre et décorateur suisse († 17 mars 1941),
- 26 juin : Gustave Riquet, peintre français († 27 juillet 1938),
- 28 juin : Otto Pilny, peintre suisse († 22 juillet 1936),
- 3 juillet : Albert Gottschalk, peintre danois († 1906),
- 5 juillet : Paul Chevré, sculpteur français († 1914),
- 21 juillet : Carlos Schwabe, peintre allemand naturalisé suisse († 22 janvier 1926),
- 3 août : Onofrio Tomaselli, peintre italien († 21 mars 1956),
- 6 août : Plinio Nomellini, peintre italien du divisionnisme († 8 août 1943),
- 9 août : Kuroda Seiki, peintre japonais († 15 juillet 1924),
- 14 août : Maurice Baud, peintre, graveur et essayiste suisse († 9 août 1915),
- 19 août :
  - Hans Emmenegger, peintre, dessinateur, graveur et philatéliste suisse († 21 septembre 1940),
  - Nakamura Fusetsu, peintre japonais († 6 juin 1943),
- 20 août : Léon Bellemont, peintre de marines français († 18 janvier 1961),
- 30 août : George Minne, sculpteur belge († 18 février 1941),
- 2 septembre: Gaston Bouy, peintre français († 1946),
- 4 septembre : Gaston Schnegg, sculpteur et peintre français († 25 novembre 1953),
- 5 septembre : Dmitri Kardovski, peintre, illustrateur et décorateur de théâtre russe († 9 février 1943),
- 11 septembre : Kume Keiichirō, peintre japonais († 29 juillet 1934),
- 30 septembre : Jules-Léon Perrichon, graveur et peintre français † octobre 1946),
- 8 octobre :
  - Paul Rue, peintre paysagiste français († 26 mai 1954),
  - Lucienne de Saint-Mart, peintre française († 28 mars 1953),
- 10 octobre : Nicolae Vermont, peintre roumain († 14 juin 1932),
- 14 octobre : René Binet, architecte, décorateur, peintre et théoricien de l'art français († 23 juillet 1911),
- 16 octobre : David Dellepiane, peintre et lithographe français († 25 juin 1932),
- 19 octobre : Jacqueline Marval, peintre française († 28 mai 1932),
- 23 octobre : François Cachoud, peintre français († 29 janvier 1943),
- 24 octobre : Alfred Chabloz, peintre suisse († 31 octobre 1951),
- 1er novembre : Adolfo Scarselli, peintre de genre italien († 1945),
- 5 novembre : Louise Galtier-Boissière, peintre française († 31 décembre 1957),
- 8 novembre : Charles Rouvière, peintre paysagiste français († 16 janvier 1924),
- 12 novembre : Carl Wilhelmson, peintre suédois († 24 septembre 1928),
- 13 novembre : Viktor Zarubin, peintre, graphiste et scénographe russe puis soviétique († 5 novembre 1928),
- 14 novembre : Alexandre Borissov, peintre, écrivain et explorateur des régions polaires russe puis soviétique († 17 août 1934),
- 17 novembre :
  - Gennaro Béfani, peintre français d'origine italienne († 1937),
  - André-Charles Coppier, peintre, graveur, médailleur et écrivain français († 30 septembre 1948),
  - Georges Dutriac, peintre et illustrateur français († 17 mars 1958),
- 19 novembre : Bernard de Hoog, peintre hollandais († 17 décembre 1943),
- 29 novembre : Józef Pankiewicz, peintre et enseignant polonais († 4 juillet 1940),
- 30 novembre : Charles Chivot, peintre, sculpteur et illustrateur français († 1941),
- 2 décembre : Jean Francis Auburtin, décorateur français († 22 mai 1930),
- 4 décembre : Herman Richir, peintre belge († 15 mars 1942),
- 5 décembre : Charles Jouas, dessinateur, peintre et illustrateur français († 14 mai 1942),
- 6 décembre : Auguste Davin, sculpteur français († 23 avril 1937),
- 10 décembre : Louise De Hem, peintre et pastelliste belge († 22 novembre 1922),
- 14 décembre : Roger Fry, peintre et critique d'art britannique († 9 septembre 1934),
- 16 décembre : Wassily Kandinsky, peintre français d'origine russe († 13 décembre 1944),
- Date précise inconnue ou renseignée :
  - Léon Barotte, peintre français († 7 novembre 1933),
  - Mattéo Brondy, peintre, dessinateur et vétérinaire français († 1944),
  - Conrad Hector Raffaele Carelli, peintre aquarelliste italien († 1956),
  - Julien Denisse, peintre français († 1943),
  - Henry de Groux, peintre et sculpteur symboliste belge († 17 janvier 1930),
  - Charles Guilloux, peintre français († 1946),
  - Icilio Federico Joni, peintre et faussaire italien spécialisé dans la contrefaçon de tableaux de la peinture siennoise († 1946),
  - Johann Knüpfer, artiste allemand d'art brut († 1910).
  - Plinio Nomellini, peintre italien du divisionnisme († 1943),

## Décès
- 30 janvier : Léon Bonvin, peintre français (° 28 février 1834),
- 4 mars : Antoine Vialon, dessinateur, graveur, éditeur de musique et compositeur français (° 17 décembre 1814),
- 18 avril : Sebastiano Santi, peintre italien (° 6 août 1789),
- 24 avril : Giuseppe Tominz, peintre italien  (° 6 juillet 1790),
- 21 juin : Louis Étienne Watelet, peintre paysagiste français (° 25 août 1780),
- 20 juillet : Ippolito Caffi, peintre italien (° 16 octobre 1809),
- ? juillet : Jean-Pierre Sudré, peintre et lithographe français (° 19 septembre 1783),
- 10 août : Ignace Brice, peintre belge (° 2 avril 1795),
- 11 août : Raffaello Sernesi, peintre italien (° 29 décembre 1838),
- 16 août : Antonietta Bisi, peintre italienne (° 15 octobre 1813),
- 15 septembre : Constantin Flavitski, peintre russe (° 25 septembre 1830),
- 16 septembre : Johan Fredrik Höckert, peintre suédois (° 26 août 1826),
- 6 octobre : Jakob Götzenberger, peintre allemand  (° 4 novembre 1802),
- 24 novembre : Paul Gavarni, aquarelliste et dessinateur français (° 13 janvier 1804),
- 27 novembre : Jacques Marie Noël Frémy, peintre, dessinateur et graveur français (° 25 décembre 1782),
- 17 décembre : Anthelme Trimolet, peintre français (° 18 mai 1798),
- ? :
  - Vincenzo Abbati, peintre italien (° 1803),
  - Francesco Bagnara, peintre, architecte et scénographe italien (° 1784),
  - Karl Bögler, peintre allemand (° 1837),
  - Sani ol molk, peintre et illustrateur de livres perse (° 1814),
  - François-Étienne Villeret, peintre et aquarelliste français (° 1800),
- Vers 1866 :
- Katsushika Ōi, artiste japonaise de Ukiyo-e (° vers 1800).